# The Best of Grace Slick
The Best of Grace Slick är ett samlingsalbum av Grace Slicks inspelningar, främst fokuserat på låtar tillsammans med Jefferson Airplane, Jefferson Starship och Starship. Det finns tre spår från hennes soloalbum, även om ingen låt från albumet Dreams (1980) är med. Albumet innehåller ett tidigare outgivet bonusspår, "Do You Remember Me?" som spelades in och lanserades på Starship's album Knee Deep in the Hoopla.

## Låtlista
1. "Somebody to Love" (från Surrealistic Pillow) (Darby Slick) – 2:59
2. "White Rabbit" (från Surrealistic Pillow) (Grace Slick) – 2:34
3. "Rejoyce" (från After Bathing at Baxter's) (Grace Slick) – 4:03
4. "Lather" (från Crown of Creation) (Grace Slick) – 2:58
5. "Triad" (från Crown of Creation) (David Crosby) – 4:52
6. "Eskimo Blue Day" (från Volunteers)	(Grace Slick/Paul Kantner) – 6:34
7. "Sunrise" (från Blows Against the Empire) (Grace Slick) – 1:56
8. "Mexico" (från Early Flight) (Grace Slick) – 2:07
9. "Law Man" (från Bark) (Grace Slick) – 2:42
10. "Across the Board" (från Baron von Tollbooth & the Chrome Nun) (Grace Slick) – 4:36
11. "Better Lying Down" (från Manhole) (Grace Slick/Pete Sears) – 3:14
12. "Hyperdrive" (från Dragon Fly) (Grace Slick/Pete Sears) – 7:43
13. "Fast Buck Freddie" (från Red Octopus) (Grace Slick/Craig Chaquico) – 3:30
14. "All the Machines" (från Software) (Grace Slick/Peter Wolf) – 4:50
15. "Wrecking Ball" (från Welcome to the Wrecking Ball!) (Grace Slick/Scott Zito) – 3:52
16. "We Built This City" (från Knee Deep in the Hoopla) (Bernie Taupin/Martin Page/Dennis Lambert/Peter Wolf) – 4:55
17. "Do You Remember Me?" (tidigare outgiven) (Grace Slick) – 3:56
18. "Nothing's Gonna Stop Us Now" (från No Protection) (Albert Hammond/Diane Warren) – 4:27